# اولگا (فلوریدا)
اولگا (به انگلیسی: Olga) یک منطقهٔ مسکونی در ایالات متحده آمریکا است که در شهرستان لی، فلوریدا واقع شده‌است. اولگا ۱۱٫۴ کیلومتر مربع مساحت و ۱٬۳۹۸ نفر جمعیت دارد و ۱ متر بالاتر از سطح دریا قرار دارد.